# Judo-Weltmeisterschaften 2010

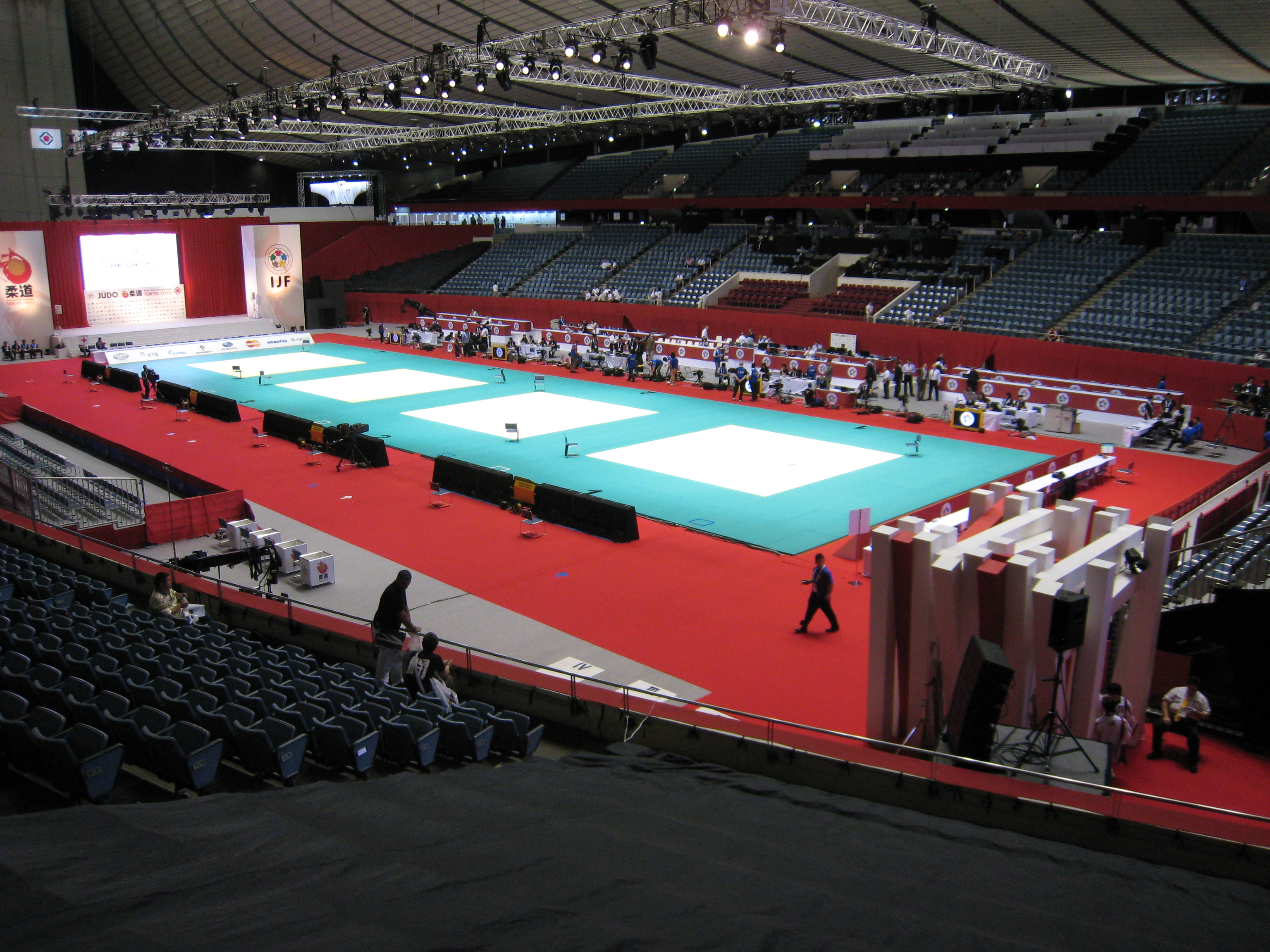
Die Halle vor den Wettkämpfen

Die Judo-Weltmeisterschaften 2010 fanden vom 9. bis zum 13. September in der Kokuritsu Yoyogi Kyōgijō in Tokio statt. Die erfolgreichste Nation war Gastgeber Japan, das zehn der 16 zu vergebenen Goldmedaillen gewinnen konnte, vor Frankreich mit zwei Weltmeistertiteln.

## Ergebnisse

### Männer
| Gewichtsklasse | Gold             | Silber            | Bronze                       |
| -------------- | ---------------- | ----------------- | ---------------------------- |
| - 60 kg        | Rishod Sobirov   | Heorhij Santaraja | Arsen Galstjan               |
| - 60 kg        | Rishod Sobirov   | Heorhij Santaraja | Hiroaki Hiraoka              |
| - 66 kg        | Junpei Morishita | Leandro Cunha     | Chaschbaataryn Tsagaanbaatar |
| - 66 kg        | Junpei Morishita | Leandro Cunha     | Loïc Korval                  |
| - 73 kg        | Hiroyuki Akimoto | Dex Elmont        | Yasuhiro Awano               |
| - 73 kg        | Hiroyuki Akimoto | Dex Elmont        | Wang Ki-chun                 |
| - 81 kg        | Kim Jae-bum      | Leandro Guilheiro | Euan Burton                  |
| - 81 kg        | Kim Jae-bum      | Leandro Guilheiro | Masahiro Takamatsu           |
| - 90 kg        | Ilias Iliadis    | Daiki Nishiyama   | Elxan Məmmədov               |
| - 90 kg        | Ilias Iliadis    | Daiki Nishiyama   | Kirill Denissow              |
| - 100 kg       | Takamasa Anai    | Henk Grol         | Oreidis Despaigne            |
| - 100 kg       | Takamasa Anai    | Henk Grol         | Thierry Fabre                |
| + 100 kg       | Teddy Riner      | Andreas Tölzer    | Matthieu Bataille            |
| + 100 kg       | Teddy Riner      | Andreas Tölzer    | Islam El-Shehaby             |
| offen          | Daiki Kamikawa   | Teddy Riner       | Keiji Suzuki                 |
| offen          | Daiki Kamikawa   | Teddy Riner       | Hiroki Tachiyama             |

### Frauen
| Gewichtsklasse | Gold            | Silber          | Bronze                |
| -------------- | --------------- | --------------- | --------------------- |
| - 48 kg        | Haruna Asami    | Tomoko Fukumi   | Alina Dumitru         |
| - 48 kg        | Haruna Asami    | Tomoko Fukumi   | Sarah Menezes         |
| - 52 kg        | Yuka Nishida    | Misato Nakamura | Natalja Kusjutina     |
| - 52 kg        | Yuka Nishida    | Misato Nakamura | Mönchbaataryn Bundmaa |
| - 57 kg        | Kaori Matsumoto | Telma Monteiro  | Ioulieta Boukouvala   |
| - 57 kg        | Kaori Matsumoto | Telma Monteiro  | Sabrina Filzmoser     |
| - 63 kg        | Yoshie Ueno     | Miki Tanaka     | Yaritza Abel          |
| - 63 kg        | Yoshie Ueno     | Miki Tanaka     | Ramilə Yusubova       |
| - 70 kg        | Lucie Décosse   | Anett Mészáros  | Yoriko Kunihara       |
| - 70 kg        | Lucie Décosse   | Anett Mészáros  | Raša Sraka            |
| - 78 kg        | Kayla Harrison  | Mayra Aguiar    | Akari Ogata           |
| - 78 kg        | Kayla Harrison  | Mayra Aguiar    | Yang Xiuli            |
| + 78 kg        | Mika Sugimoto   | Qin Qian        | Idalys Ortíz          |
| + 78 kg        | Mika Sugimoto   | Qin Qian        | Maki Tsukada          |
| offen          | Mika Sugimoto   | Qin Qian        | Tea Dongusaschwili    |
| offen          | Mika Sugimoto   | Qin Qian        | Megumi Tachimoto      |

## Medaillenspiegel
| Rang      | Land                   | Gold | Silber | Bronze | Gesamt |
| --------- | ---------------------- | ---- | ------ | ------ | ------ |
| 1         | Japan                  | 10   | 4      | 9      | 23     |
| 2         | Frankreich             | 2    | 1      | 3      | 6      |
| 3         | Griechenland           | 1    | 0      | 1      | 2      |
| 3         | Südkorea               | 1    | 0      | 1      | 2      |
| 5         | Vereinigte Staaten     | 1    | 0      | 0      | 1      |
| 5         | Usbekistan             | 1    | 0      | 0      | 1      |
| 7         | Brasilien              | 0    | 3      | 1      | 4      |
| 8         | Volksrepublik China    | 0    | 2      | 1      | 3      |
| 9         | Niederlande            | 0    | 2      | 0      | 2      |
| 10        | Deutschland            | 0    | 1      | 0      | 1      |
| 10        | Ungarn                 | 0    | 1      | 0      | 1      |
| 10        | Portugal               | 0    | 1      | 0      | 1      |
| 10        | Ukraine                | 0    | 1      | 0      | 1      |
| 14        | Russland               | 0    | 0      | 4      | 4      |
| 15        | Kuba                   | 0    | 0      | 3      | 3      |
| 16        | Aserbaidschan          | 0    | 0      | 2      | 2      |
| 16        | Mongolei               | 0    | 0      | 2      | 2      |
| 18        | Österreich             | 0    | 0      | 1      | 1      |
| 18        | Ägypten                | 0    | 0      | 1      | 1      |
| 18        | Rumänien               | 0    | 0      | 1      | 1      |
| 18        | Slowenien              | 0    | 0      | 1      | 1      |
| 18        | Vereinigtes Königreich | 0    | 0      | 1      | 1      |
| Insgesamt | Insgesamt              | 16   | 16     | 32     | 64     |